# مستضد جسدي
المستضد الجسدي (بالإنجليزية: Somatic antigen)‏، هو مولد مضاد موجود في جدار الخلية للبكتيريا سالبة الجرام أو سلبية الغرام.